# Parlamentsvalget i Benin 2015
Parlamentsvalget i Benin blev afholdt i Benin den 26. april 2015.

## Valgsystem
Ved valget skulle der vælges 83 medlemmer til Nationalforsamlingen, disse er valgt i 24 valgkredse, baseret på landets regioner. Pladserne fordeles efter forholdstalsvalgsmetoden, de resterende mandater fordeles efter Største brøks metoden.

## Observatorer
Observatører fra den Afrikanske Union erklærede, at valget var generelt gennemsigtige, trods nogle organisatoriske udfordringer.

## Valgresultater
| Parti | Stemmer   | %     | Mandater | +/– |
| --- | --------- | ----- | -------- | --- |
| Forces Cauris pour un Bénin émergent–Alliance Amana | 889.362   | 30,19 | 33       | –10 |
| L'Union fait la Nation | 422.715   | 14,35 | 13       | –17 |
| Parti du renouveau démocratique | 311.453   | 10,57 | 10       | –   |
| Alliance nationale pour la démocratie et le développement | 225.145   | 7,64  | 5        | –   |
| Renaissance du Bénin–Réveil patriotique | 208.909   | 7,09  | 7        | –   |
| Alliance Soleil | 196.119   | 6,66  | 4        | +2  |
| Forces Démocratiques Unies | 117.970   | 4,00  | 4        | –   |
| Alliance pour un Bénin Triomphant | 108.915   | 3,70  | 2        | –   |
| Alliance Éclaireur | 100.741   | 3,42  | 2        | –   |
| Union pour le Bénin | 85.363    | 2,90  | 2        | 0   |
| Parti Résoatao | 63.668    | 2,16  | 1        | Ny  |
| Ugyldige/blanke stemmer |           | –     | –        | –   |
| Total | 2.946.042 | 100   | 83       | 0   |
| Registrerede vælgere/deltagelse |           | 65,92 | –        | –   |
| Notat: Kun repræsenterede partier er listet i tabellen |           |       |          |     |
| Kilde: La Cour Constitutionnelle du Bénin (mandater Arkiveret 6. juli 2015 hos Wayback Machine), Jolome News (stemmer Arkiveret 25. december 2016 hos Wayback Machine), 24 Heures (stemmer, opstillede partier) |           |       |          |     |

## Efterspil
Da Nationalforsamlingen begyndte det første møde forud for valgperioden blev Adrien Houngbédji om natten mellem d. 19-20 maj 2015 valgt som formand for Nationalforsamlingen; som den kandidat, der repræsenterer oppositionen, modtog han 42 stemmer, mens kandidaten Komi Koutché, der repræsenterer præsident Yayi Boni tilhængere, modtog 41. Medlemmer af oppositionen dominerede Præsidiets nationalforsamling, de opnåede ligeledes seks af dets syv stillinger(svarende til ministre).